# Scaphochlamys breviscapa
Scaphochlamys breviscapa är en enhjärtbladig växtart som beskrevs av Richard Eric Holttum. Scaphochlamys breviscapa ingår i släktet Scaphochlamys och familjen Zingiberaceae. Inga underarter finns listade i Catalogue of Life.